# Papa Caius
Caius (n.  ?, Dalmatia, Roma Antică – d. 22 aprilie 296 d.Hr., Roma, Imperiul Roman) a fost al 28-lea papă al Bisericii Catolice. Pontificatul său a fost de la 17 decembrie 283 până la moartea sa survenită pe 22 aprilie 296. .

## Origine
Caius (sau mai probabil Gaius), conform Liber Pontificalis, fiul lui Gaius și rudă cu Împăratul Dioclețian (informații considerate azi inexacte ca de altfel și alte informații furnizate de același izvor cum ar fi că a) a trăit timp de 8 ani în catacombe ca să scape de persecuția lui Dioclețian; b) a stabilit definitiv ordinele sacre inferioare episcopatului.

## Decesul
Deși a pontificat o perioadă destul de îndelungată (13 ani) și într-o epocă de toleranță religioasă (între cele două persecuții a lui Valerian, în 260, și a lui Dioclețian, în 303), totuși despre activitatea lui ca pontif nu sunt date și particularități precise. Sfârșitul vieții sale a fost unul natural, așa îl prezintă și Calendarul Roman din 354, care nu îl enumeră printre martiri.
Interesant este și destinul mormântului său: în 1622 au fost descoperite rămășițele sale pământești în catacomba lui Calixt (unde a fost sigur înmormântat) și, din dispoziția papei Urban al VIII-lea au fost transferate în biserica care și azi îi poartă numele. Dar iată că în sec. al XIX-lea, De Rossi – în aceași catacombă a lui Calixt – descoperă un sarcofag cu epitaful său și în interiorul sarcofagului „inelul pescarului” cu care Papa Caius sigila scrisorile sale apostolice. (cf. Arringhi, Roma subterr., 1. iv. c. xlviii. p. 426). 
Memoria lui este celebrată pe 22 aprilie, împreună cu cea a papei Soter.

## Iconografia
Sfântul Caius, în iconografie, este reprezentat de obicei în momentul în care își pune tiara papală; este însoțit de Sfântul Nereo. Este venerat cu precădere în Dalmația și la Venezia.

## Martirologiul Roman
Pe 22 aprilie – La Roma sfântul Caius, Papă și Martir, încoronat cu martiriul pe timpul Împăratului Dioclețian.

## Literatură
- deFriedrich Wilhelm Bautz:  Cajus (Gajus) în Biografii din bibliografia lexiconului bisericesc (BBKL). Bd. 1, Hamm 1975, ISBN 3-88309-013-1, Sp. 850.
- Jülicher: Gaius 8). Din:  Enciclopedia clasică Pauly-Wissowa (RE). vol. VII,1, Stuttgart 1910, Sp. 510.
- Caius